# Suzuki Intruder M 1800 R
Die Suzuki M 1800 ist ein Motorrad der Kategorie Cruiser des japanischen Herstellers Suzuki. Es gehört zur Modellreihe der Intruder-Serie, die durch den Hersteller Suzuki seit 1986 vertrieben wird.

## Beschreibung

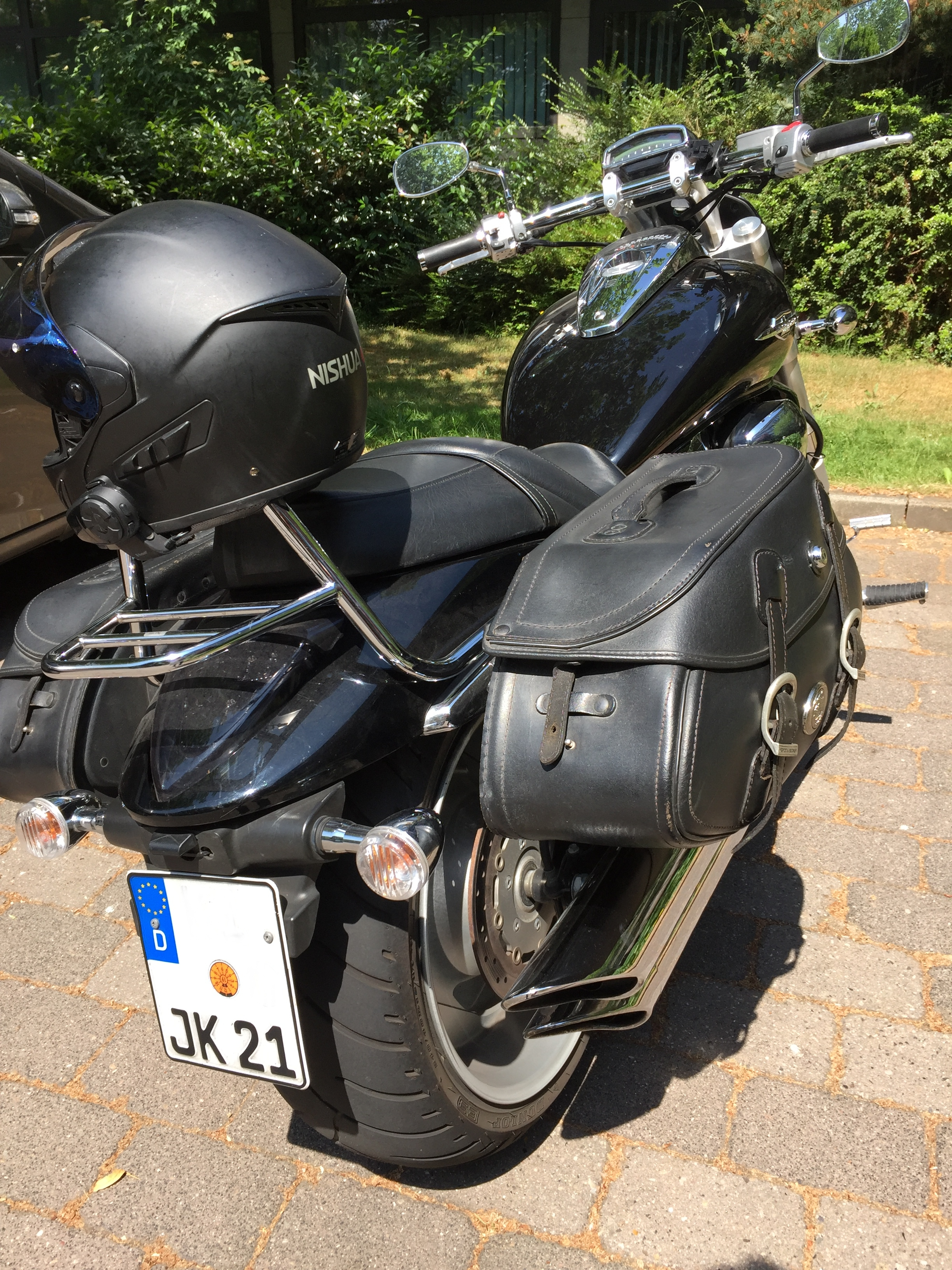
Heckansicht Intruder M 1800 R

Die Charaktereigenschaften dieses Modells sind die Hubraumsgröße (kein Motorrad vom selben Hersteller hat mehr Hubraum) wie auch die Zylinderbohrungen, die vom Durchmesser her groß dimensioniert sind. In der Eigenschaft als Kurzhuber agiert der Zweizylinder-Viertaktmotor  mit Hilfe der Vierventiltechnik und der elektronischen Steuerung der Zündhäufigkeit in guter Laufruhe im niedrigen Drehzahlbereich. Zusätzlich zur erhöhten Vibrationserzeugung ist die Wahl auf einen verwindungssteifen Doppelschleifenrahmen gefallen, der den Antrieb in seinen Aufhängungen hält. Die Wahl des Rahmens unter Verwendung einer dem Kardanantrieb einschließenden Schwinge mit Zentralfederbein, wobei das Zentralfederbein noch hinter dem Antrieb und vor dem Hinterrad Platz findet, streckt sowohl den Radstand und erzeugt Spurtreue bei hohen Geschwindigkeiten.

## Technische Besonderheiten
Das integrierte Motormanagementsystem steuert zwei unterschiedliche Zündeigenschaften. Unter einer Drehzahl von 3000 min−1 zündet die Spule die je zwei Zündkerzen je Zylinder in jedem zweiten Takt, bei Drehzahlen darüber nur in jedem vierten Takt. Dazu wird die Luftzufuhr der zwei Einspritzanlagen mit vier Drosselklappen geregelt, wobei zwei je Einheit jeweils hintereinander verbaut die Frischluftzufuhr regeln. Ab einer Drehzahl von 5000 min−1 wird die jeweils erste Klappe bereits voll geöffnet und nur noch die jeweils zweite steuert aktiv die Luftzufuhr. Unterhalb dieser Drehzahl führt der geringere Luftdurchsatz zu höheren Drehmomenten. So liegt bei einer Drehzahl von 3200 min−1 bereits das maximale Drehmoment von 160 Nm an. Die Abgasanlage dieses Modells wird ebenfalls durch das Motormanagement angesteuert und regelt die Abgasemission in der Form, dass stetig bei unterschiedlichem Luftdurchsatz der gleiche Abgasanlagendruck bestehen bleibt und als Nebeneffekt die Lärmemissionen im genormten Rahmen verbleiben. Die Bremsanlage an der Vorderachse entstammt den Supersportlermodellen und führt in Kombination mit der eher sportlich abgestimmten Teleskopgabel zu akzeptablen Verzögerungseigenschaften.

## Stellung auf dem Markt für gebrauchte Motorräder (Stand 2013)
Insgesamt sind Suzuki Intruder 1800  gefragte Gebrauchte. Die klassisch gezeichnete Suzuki C 1800 R ist erst bei Käufern der Altersklasse 55 plus gefragt.

## Modellpflege
- 2006 Markteinführung Suzuki Intruder M 1800 R, Modellcode: Leistung: 125 PS. Leergewicht: 341 kg. Preis: 12.990 Euro.
- 2007 Leergewicht: 345 kg. Preis: 13.325 Euro.
- 2008 Modifikationen an Schalldämpfern, Ventilen, Airbox, Katalysator und Drosselklappeneinheit, Preis für alle Modelle: 13.490 Euro.
- 2009 Modellvariante Suzuki C 1800 RT mit Zweifarblackierung, anderer Sitzbank (13690 Euro). Preise (R/RZ): 13.490/13.690 Euro.
- 2010 Änderungen an Zylinderkopf, Kupplung, Getriebe, Benzinpumpe, hinterer Bremsscheibe und Cockpit. Preis: ab 14.290 Euro.
- 2012 Letztes Jahr C-Modell im Programm. Preis für Suzuki M 1800 R/RZ: ab 14.840 Euro.